# Notolabrus inscriptus
Notolabrus inscriptus е вид лъчеперка от семейство Зеленушкови (Labridae).

## Разпространение
Видът е разпространен в югозападната част на Тихия океан.